# John Selden Roane

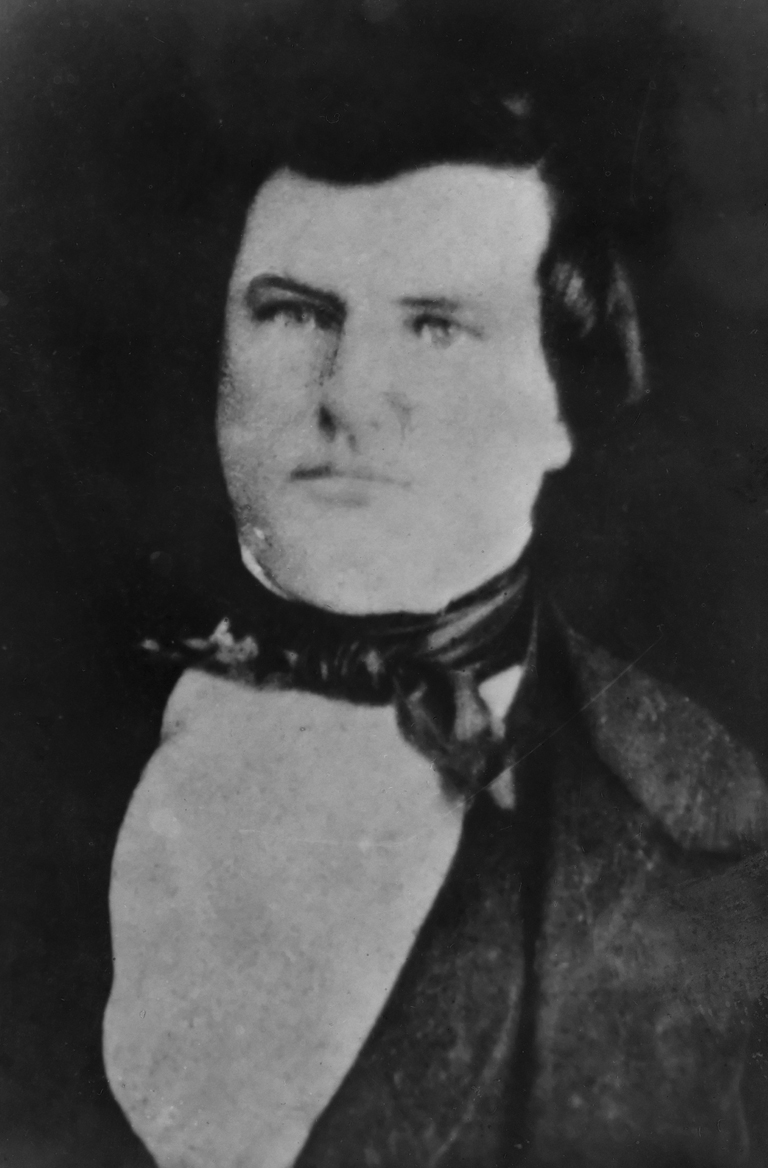
John Selden Roane.

John Selden Roane, född 8 januari 1817 i Lebanon, Tennessee, död 8 april 1867 i Pine Bluff, Arkansas, var en amerikansk demokratisk politiker. Han var guvernör i delstaten Arkansas 1849-1852. I amerikanska inbördeskriget var han brigadgeneral i sydstatsarmén.
Roane studerade vid Cumberland College (numera Cumberland University). Han flyttade 1837 till Arkansas, studerade juridik och inledde sin karriär som advokat. Han arbetade som åklagare 1840-1842 och var ledamot av Arkansas House of Representatives, underhuset i delstatens lagstiftande församling, 1842-1844. Roane tjänstgjorde under Archibald Yells befäl i mexikanska kriget.
Roane var plantageägare i Pine Bluff. Guvernör Thomas Stevenson Drew avgick 1849. Richard C. Byrd tjänstgjorde som ställföreträdande guvernör fram till fyllnadsvalet senare samma år. Roane vann valet med knapp marginal mot whigpartiets kandidat Cyrus W. Wilson. Efter tiden som guvernör återvände Roane till sin plantage. Före inbördeskrigets utbrott ägde han 56 slavar. Han gifte sig 1855 med Mary Kimbrough Smith. Han var varken särskilt omtyckt eller särskilt framgångsrik som brigadgeneral i inbördeskriget.
Roanes grav finns på Oakland Cemetery i Little Rock.